# 34740 Emmakeeler
34740 Emmakeeler è un asteroide della fascia principale. Scoperto nel 2001, presenta un'orbita caratterizzata da un semiasse maggiore pari a 2,6873916 au e da un'eccentricità di 0,1135959, inclinata di 3,33109° rispetto all'eclittica.